# Muzeum Horní Bříza
Muzeum Horní Bříza (též Muzeum Západočeských keramických závodů) je české muzeum zaměřené na historii stavební keramiky. Nachází se v Horní Bříze v okrese Plzeň-sever v Plzeňském kraji. Je členem Asociace muzeí a galerií.

## Budova
Budova muzea patří k nejstarším budovám ve městě a nachází se v jeho horní části u hlavní silnice (Tovární). Původně přízemní skladiště z roku 1884 bylo roku 1930 přestavěno na dělnické lázně. Po 2. světové válce se v budově nacházelo závodní inhalatorium a kanceláře. Muzeum bylo otevřeno v roce 1982 u příležitosti 100. výročí založení podniku Keramické závody (původně Továrna na výrobu hliněného, kaolinového a šamotového zboží).

## Expozice
Muzeum zachycuje rozvoj hornobřízských i dceřiných závodů v Kaznějově, Třemošné, Břasích a Podbořanech. Mezi exponáty se nachází výrobky, vzorky, propagační materiály, archivní a písemné dokumenty i fotografická a technická dokumentace V prvních dvou místnostech je chronologicky zobrazen vývoj od založení závodů do roku 1950, kdy bylo dokončeno znárodňování.